# Septabrunsiininae
Septabrunsiininae es una subfamilia de foraminíferos bentónicos de la familia Tournayellidae, de la superfamilia Tournayelloidea y del orden Fusulinida. Su rango cronoestratigráfico abarca desde el Fameniense (Devónico superior) hasta el Viseense (Carbonífero inferior).

## Clasificación
Septabrunsiininae incluye a los siguientes géneros:
- Avesnella †
- Baelenia †
- Glomospiranella †
- Glomospiroides †
- Laxoseptabrunsiina †
- Rectoavesnella †
- Rectoseptaglomospiranella †
- Septabrunsiina †
- Spinobrunsiina †
- Spinolaxina †

Otros géneros considerados en Septabrunsiinidae son:
- Brunsiina †, aceptado como Glomospiranella
- Eoglomospiroides †, considerado subgénero de Glomospiroides, es decir, Glomospiroides (Eoglomospiroides)
- Neoseptaglomospiranella †, considerado subgénero de Septaglomospiranella, es decir, Septaglomospiranella (Neoseptaglomospiranella)
- Rectoseptabrunsiina †, considerado subgénero de Septabrunsiina, es decir, Septabrunsiina (Rectoseptabrunsiina)
- Septaglomospiranella †, aceptado como Septabrunsiina